# Élection présidentielle malienne de 1985

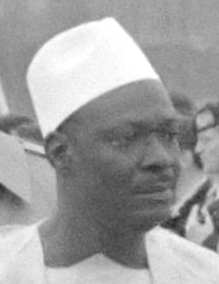
Moussa Traoré en 1989.

L'élection présidentielle malienne de 1985 a lieu au Mali le 9 juin 1985. Le pays est alors un État à parti unique, l'Union démocratique du peuple malien (UDPM) étant le seul parti légal. Son dirigeant, Moussa Traoré, est le seul candidat, et est élu sans opposition. Des élections législatives sont organisées le même jour.

## Résultats
| Candidats     | Partis                              | Pourcentage |
| ------------- | ----------------------------------- | ----------- |
| Moussa Traoré | Union démocratique du peuple malien | 100         |